# Iglesia de San Andrés (El Torn)
La iglesia de San Andrés es un edificio situado en la entidad de población española de El Torn, en la provincia de Gerona.

## Descripción
El edificio se encuentra en la entidad de población de El Torn del municipio español de San Ferreol, perteneciente a la provincia de Gerona, en la comunidad autónoma de Cataluña. Se menciona como iglesia parroquial del lugar en el decimoquinto volumen del Diccionario geográfico-estadístico-histórico de España y sus posesiones de Ultramar de Pascual Madoz, en la entrada correspondiente a «Torn», donde aparece descrita con las siguientes palabras:

una igl. parr. (San Andres), de la que es aneja la de San Félix de Ventajo, servida por un cura de ingreso de provision real y ordinaria y un vicario.
(Madoz, 1849, pp. 33-34)